# Příčina

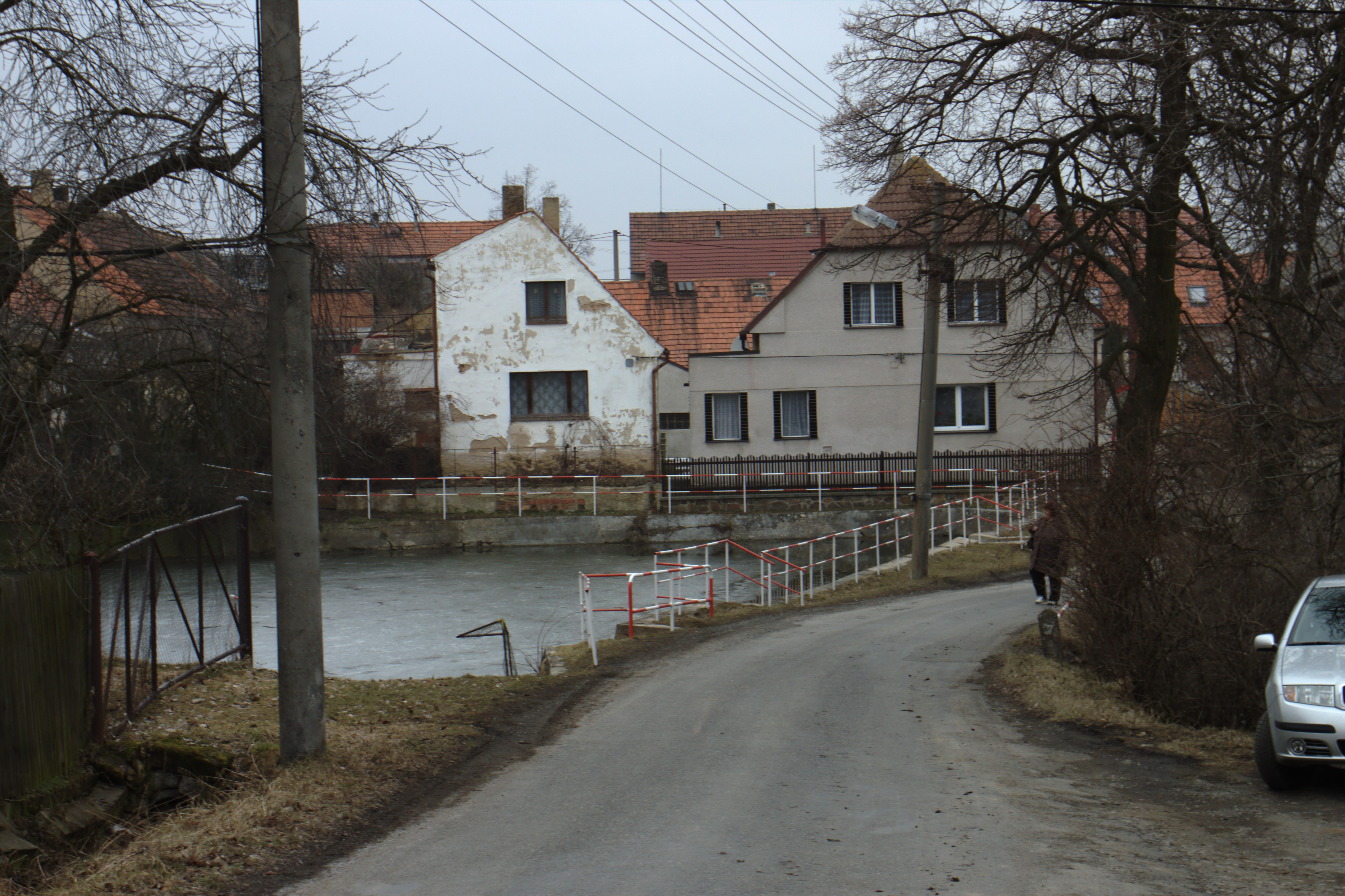
Ortsansicht

Příčina (deutsch Pritschina, 1939–45 Fleißgrund) ist eine Gemeinde in Tschechien. Sie liegt sieben Kilometer südwestlich von Rakovník und gehört zum Okres Rakovník.

## Geographie
Příčina befindet sich linksseitig des Baches Brandský potok im Rakonitzer Hügelland (Rakovnická pahorkatina). Das Dorf liegt an einem Höhenzug über dem Rakonitzer Kessel (Rakovnická kotlina). Südöstlich erhebt sich der Žďár (535 m) und im Südwesten der Nad Kostelem (537 m). Durch Příčina führt die Staatsstraße II/229 zwischen Rakovník und Kralovice, nördlich des Dorfes verläuft die Bahnstrecke Rakovník–Mladotice.
Nachbarorte sind Senomaty und Hostokryje im Norden, Brant, Rakovník und Lubná im Nordosten, Senec und Pavlíkov im Osten, Žďáry und Hvozd und Panoší Újezd im Südosten, Malinová im Süden, Krakov, Všesulov und Zavidov im Südwesten, Pohodnice, Petrovice und Václavy im Westen sowie Šanov im Nordwesten.

## Geschichte
Die erste schriftliche Erwähnung des zu den Pürglitzer Lehen gehörigen Dorfes erfolgte im Jahre 1325, als König Johann von Luxemburg dem Kunrát von Šanov für treue Kriegsdienste die Dörfer Příčina und Lubná überließ und ihm und seinen Nachkommen alle Rechte an der horu Příčska zusicherte. Der ungewöhnliche Ortsname (deutsch Ursache) leitet sich von der Anhöhe am südlichen Ortsausgang ab, die früher Příčská hora (Querberg) genannt wurde. Im Zentrum von Příčina befand sich eine Feste; jedoch bildete das Dorf keine Einheit, sondern war in mehrere Vladikengüter zersplittet. Kunrát von Šanov legte sich das Prädikat von Příčina zu. Nachfolgender Besitzer der Feste war sein Sohn František von Příčina. Ihm folgte dessen Sohn Jindřich von Příčina, der zunächst königlicher Beamter des Rakonitzer Kreises war und 1389 zum Vizekämmerer des Königreiches Böhmen ernannt wurde. Später wechselten die Besitzer des Gutes vielfach.
Beim Marsch der kaiserlichen Armee nach Rakonitz lagerten Ende 1620 50.000 Mann bei Senomaty und verwüsteten die Gegend. Die Feste Příčina wurde bei Auseinandersetzungen mit den Aufständischen dem Erdboden gleichgemacht. Nach dem Ende des Dreißigjährigen Krieges wurde Příčina an das Gut Petrowitz angeschlossen. Zu Beginn des 18. Jahrhunderts gehörte dieses Otto Freiherr von Helversen. Wenig später erwarb Johann Josef von Waldstein den Besitz. 1715 überschrieb Waldstein das Gut seiner Tochter Maria Anna Fürstin zu Fürstenberg, die es am 13. Jänner 1732 an Georg Olivier von Wallis verkaufte. 1744 erbte die Besitzungen sein Sohn Stephan Olivier von Wallis, der das Gut mit der Herrschaft Koleschowitz vereinigte. Anfang des 19. Jahrhunderts begann in der Gegend von Petrowitz, Přičina und Senetz der Abbau von Steinkohle. 1832 erbte Stephans Sohn Rudolf Olivier Graf von Wallis den Besitz, ihm folgte 1838 dessen Sohn Friedrich Olivier Graf von Wallis.
Im Jahre 1843 bestand Přičina aus insgesamt 44 Häusern mit 317 Einwohnern. Vier Häuser des Dorfes gehörten zur Herrschaft Pürglitz. Im Petrowitzer Anteil lebte eine jüdische Familie, außerdem gab es in diesem Anteil ein Wirtshaus. Pfarrort war Petrowitz. Bis zur Mitte des 19. Jahrhunderts blieb Přičina dem an die Fideikommissherrschaft Koleschowitz angeschlossenen Allodialgut Petrowitz untertänig.
Nach der Aufhebung der Patrimonialherrschaften bildete Příčina / Pritschina ab 1850 mit dem Ortsteil Žďáry eine Gemeinde im Bezirk Rakonitz und Gerichtsbezirk Rakonitz. Im Jahre 1871 übernahm der Bergingenieur Hynek Vondrášek die inzwischen florierende Steinkohlenzeche Ludwig nordöstlich von Příčina und ließ eine Kohlenschleppbahn nach Rakonitz anlegen. Im Jahre 1897 nahm die Lokalbahn Rakonitz–Mlatz nach nur sechsmonatiger Bauzeit den Betrieb auf der Bahnstrecke Rakovník–Mladotice auf, jedoch fuhren die Züge ohne Halt an Příčina vorbei. Im Jahre 1900 wurde eine eigene Schule eingeweiht. 1932 lebten in Příčina einschließlich Žďáry 550 Personen. Im selben Jahre wurde auf halbem Weg zwischen Příčina und der Zeche Ludvík eine Bahnstation angelegt.
Nach der deutschen Besetzung erhielt die Gemeinde den deutschen Namen Fleißgrund. Im Jahre 1940 wurde der Steinkohlenbergbau bei Příčina eingestellt. Einige Tagegebäude fanden eine anderweitige Nutzung und bilden heute die Siedlung Brant. Der Ortsteil Žďáry wurde 1961 nach Hvozd umgemeindet. Die Gemeinde gehört seit 1999 zur Mikroregion Čistá–Senomaty.

## Gemeindegliederung
Für die Gemeinde Příčina sind keine Ortsteile ausgewiesen. Zu Příčina gehört die Siedlung Brant.

## Sehenswürdigkeiten
- Zwei geschützte Ulmen auf dem Dorfplatz
- Gedenkstein für die Gefallenen des Ersten Weltkrieges, errichtet in den 1920er Jahren, der Stein stammt aus dem örtlichen Syenitbruch von František Správek
- Kamenné stádo, Syenitblöcke westlich von Příčina

## Söhne und Töchter der Gemeinde
- Tomáš Antonín Pánek (1901–1983), Schriftsteller, er schrieb auch unter dem Pseudonym Tom Pansen